# Abrafaxe
Die Abrafaxe sind die Helden der monatlich erscheinenden Comiczeitschrift MOSAIK. Sie bestehen aus den drei Freunden Abrax, Brabax und Califax, die im Verlauf ausgedehnter Rahmenhandlungen Abenteuer in der Weltgeschichte bestehen. Seit der Ausgabe 200 haben sie eine Ratte als Weggefährten. Die Abrafaxe sind Schöpfungen von Lothar Dräger und Lona Rietschel. Sie lösten 1976 die zuvor im Mosaik vertretenen Digedags ab. Die Abrafaxe stehen als längster Fortsetzungscomic der Welt im Guinness-Buch der Rekorde.

## Eigenschaften der Abrafaxe
Im Mosaikheft Januar 1976 werden die Abrafaxe und ihre besonderen Eigenschaften dem Leser vorgestellt. Äußerlich sind sie sich in ihrer kleinwüchsigen Figur recht ähnlich, am Haar kann man sie jedoch deutlich unterscheiden, und auch der Charakter ist jeweils individuell. Abrax hat blondes Haar mit sportlicher Frisur, er ist kühn und draufgängerisch. Eingeführt wurde er in das Mosaik als ehemaliger Söldner, seine übergroße Muskete ging jedoch bereits im Verlauf des zweiten Abenteuers verloren. Eine Vorliebe für Kampfhandlungen blieb ihm jedoch erhalten. Er ist etwas größer als die anderen beiden Abrafaxe. Der rothaarige Brabax mit Pilzkopf-Frisur bevorzugt es, zu lösende Herausforderungen wissenschaftlich-rational anzugehen, wobei er über einen hohen Bildungsgrad verfügt. Zuweilen erscheint er altklug und unromantisch. Trotz seiner Bedachtsamkeit treibt ihn die unergründliche Wissbegier immer wieder zu neuen Abenteuern. Califax ist etwas kleiner und dicker als die anderen beiden. Sein spärliches schwarzes Haar sitzt büschelförmig auf dem Kopf. Er ist der gemütliche, äußerst friedfertige Typ, dem Schurkereien allenfalls aus Verlangen nach Essen oder aber Tollpatschigkeit unterlaufen. Er verfügt über hervorragende Kochkünste. Zudem führt er ein außergewöhnlich wirkungsstarkes Rosmarinextrakt bei sich, das er meist zur schnellen Genesung von Kranken einsetzt. Im Gegensatz zu Abrax und Brabax ist Califax emotional stets aufgeschlossen und zugänglich, er offenbart dabei jedoch mitunter auch eine ausgeprägte Naivität. Den Abrafaxen gemein ist ein starker Gerechtigkeitssinn.

## Charakteristik der Abenteuer
Die Geschichten der Abrafaxe spielen in unterschiedlichen Epochen, Ländern und Kontinenten. Häufig ist das Europa des Mittelalters, der Renaissance oder des Barocks Hintergrund der Handlungen. Die Abrafaxe erleben jedoch auch Abenteuer in vielen anderen Regionen. Antarktika ist der einzige bisher noch nicht bereiste Kontinent. Am weitesten zurück verschlägt es die Abrafaxe zeitgeschichtlich in den Heften 216 und 217, hier treten sie in das Mesozoikum ein. Die späteste Handlung ist im Jahr 1929 angesiedelt (Amerika-Serie, Hefte 300 bis 322).
Die Rahmenhandlung der jeweiligen Abenteuer ist ausgedehnt und erstreckt sich oft über mehr als 20 Einzelhefte. Sogar die Übergänge zu einer neuen Geschichte erfolgen meist in fortlaufendem Erzählfluss. Zeitsprünge und der Beginn neuer Abenteuer werden häufig durch das Auffinden magischer Gegenstände ausgelöst. Im Vergleich zu anderen Comics sind die Geschichten der Abrafaxe in einen auffallend gut und detailliert recherchierten historischen Kontext eingebettet. Nicht zuletzt deshalb werden die Hefte auch von Erwachsenen gelesen, laut Verlag sind mehr als die Hälfte der Leser älter als 30 Jahre. Die Handlung innerhalb der Abenteuer ist zumeist fiktiv, wobei auch unwirkliche Dinge passieren, jedoch stets eine gewisse Realitätsnähe gewahrt bleibt. So gut wie nie nehmen die Abrafaxe die Rolle bewusst schlecht handelnder, bösartiger Protagonisten ein. Allerdings haben sie manchmal Freunde oder Begleiter, die sich moralisch auf Abwege begeben. In den ersten Abenteuern werden die Abrafaxe von Spaßmachern begleitet, die teilweise weit in den Vordergrund der Handlung rücken. Als Erzfeind der Abrafaxe gilt Don Ferrando – ein niederträchtiger, aber gebildeter Gauner, der wie die Abrafaxe zu Zeitreisen imstande ist und somit unabhängig vom Abenteuer wieder auftauchen kann. Seine umfangreichsten Auftritte hatte er bisher in der Don-Ferrando-Serie sowie in der El-Dorado-Serie. Eine Besonderheit im Mosaik ist die häufige Bildung von sprechenden Namen, so heißt ein chinesischer Koch „Su Pe“, ein mongolischer Soldat „Me Dscher“ oder ein Bäcker „Mürbet Haik“.

## Zeichnerische Umsetzung
Die Zeichnungen sind im Vergleich zu anderen Comics auffallend detailliert. Für die Hefte der letzten Jahre trifft dies in besonderem Maße zu. Seit Anbeginn zählen doppelseitige Panoramabilder von belebten oder eindrucksvollen Szenen zum Charakter des Abrafaxe-Mosaiks. In diesen Bildern sind vielfach witzige Szenen oder Easter Eggs versteckt, die auch an anderen Stellen im Heft auftauchen. Potenziell anstößige Inhalte wie Darstellung von Erotik oder roher Gewalt sind im Mosaik grundsätzlich nicht zu finden. Auch die sonst bei Comics verbreitete starke Überzeichnung von Effekten, Emotionen und Ähnlichem fällt im Mosaik der Abrafaxe eher zurückhaltend aus.

## Entwicklung und Veränderungen
Die Entstehung der Abrafaxe vollzog sich nicht ohne Vorgeschichte. Vorausgegangen war ein Zerwürfnis zwischen Hannes Hegen und dem damaligen Verlag des Mosaiks Junge Welt, das in der Aufkündigung der Zusammenarbeit durch Hegen mündete. Da Hegen die Rechte an den damaligen Protagonisten im Mosaik, den Digedags, einbehielt, bestand die Notwendigkeit, neue Hauptfiguren für das Mosaik zu entwerfen. Der Entwurf Lona Rietschels setzte sich durch, die Abrafaxe waren geboren. Die künstlerische Leitung hatte Lothar Dräger übernommen.
In der DDR war das Mosaik sehr populär. Obwohl der Zentralrat der FDJ als Herausgeber fungierte und sich die Abrafaxe häufig auf die Seite der einfachen Leute stellten, um gegen feudale Machthaber aufzubegehren, fand eine explizite ideologische Polemisierung im Mosaik nicht statt. Die Auflage betrug mehr als eine halbe Million Hefte und erhöhte sich durch die Umstellung von der Bogen-Offsetmaschine zur Rollen-Offsetdrucktechnik in den 1980er Jahren auf knapp eine Million Exemplare pro Ausgabe. Dennoch war das Mosaik am Kiosk meist schon kurz nach Erscheinen vergriffen. Dies lag nicht zuletzt auch am sehr niedrigen Heftpreis von 60 Pfennigen. Mitunter war das Mosaik nur mit guten Beziehungen zu den Mitarbeitern im Einzelhandel zu bekommen. Ein Abonnement des Mosaiks war zwar möglich, jedoch nur schwer abschließbar. Die Höhe der Auflage hing auch von der Menge des zugewiesenen Papiers ab. Ein Heft bestand zu dieser Zeit aus 20 Seiten. Markant war das holzige Papier, das für viele Fans ein authentischer, sympathischer Bestandteil des Mosaiks ist, während insbesondere die Coloristen von der mäßigen Papierqualität alles andere als begeistert waren.
Die Wende 1989/90 entwickelte sich auch für das bisher so populäre Mosaik zu einer existenzbedrohenden Situation. Das Interesse an den Abrafaxen hatte schlagartig abgenommen. Ab Heft 5/1990 verbesserte sich die Papierqualität, in der Folgezeit erhöhte sich schrittweise der Heftpreis. Der bisherige Verlag Junge Welt wurde von der Treuhand abgewickelt. Der Fortbestand des Mosaik wurde jedoch durch die Initiative von Klaus D. Schleiter, Geschäftsführer einer Werbeagentur, ermöglicht. Er sicherte sich die Rechte an dem Ost-Comic, 1991 wurde der Mosaik Steinchen für Steinchen Verlag gegründet. Schon bald stabilisierte sich die Auflage des Mosaik wieder auf etwa 100 000 Hefte. Ab 1992 wurden die Abrafaxe-Hefte fortlaufend nummeriert, Heft Januar 1992 entsprach dabei der Nummer 193.
Der Umfang der Hefte nahm schrittweise zu und liegt inzwischen bei 36 Seiten Comic. Hinzu kommt ein redaktioneller Mittelteil, in dem Leserbriefe, Hintergründe zur Geschichte, Merchandising und Werbung veröffentlicht werden. Dieser Teil umfasst inzwischen weitere 16 Seiten. Der gegenwärtige Heftpreis beträgt 3,45 € (mit Ausnahmen im Einzelverkauf) und für Abonnenten 39,90 € für 12 Hefte jährlich (einschließlich Lieferung per Post). Der monatliche Erscheinungsrhythmus blieb unverändert. Anders als bei vielen anderen Comics und Printmedien im Allgemeinen konnte die Auflage des Abrafaxe-Mosaik auch im Zuge der Verbreitung des Internets stabil gehalten werden.
Auch konzeptionell traten Anfang der 1990er Jahre einige größere Änderungen ein: Der bisherige künstlerische Leiter Lothar Dräger wechselte in den Ruhestand. Danach wurde die Idee, die Geschichte der Spaßmacher zu erzählen, endgültig aufgegeben. Seither führt ein anonymer Erzähler durch die Geschichte, und die Abrafaxe stehen noch stärker im Vordergrund der Handlung. Man experimentierte mit kurzen Abenteuern, kam ab Mitte der 1990er Jahre jedoch wieder auf Erzählungen mit ausgedehnter Rahmenhandlung zurück. Seit Heft 200 zählt eine Ratte zu den ständigen Begleitern der Abrafaxe. Sie verbleibt oft im Hintergrund, tritt aber gelegentlich hervor und war schon mehrfach letzte Rettung, wenn die Abrafaxe in ernste Schwierigkeiten gerieten. Zeichnerisch trat mit Heft 283 eine wichtige Änderung ein: Fortan wurde jede Figur von einem ganz bestimmten Zeichner gezeichnet statt wie bisher häufig unter wechselnder Beteiligung verschiedener Zeichner.

## Serien im Abrafaxe-Mosaik

### Hefte 1 bis 24 (1/1976 bis 12/1977): In Dalmatien und Venedig (An der Adria; 17. Jhd.)

#### Hefte 1 bis 12: Dalmatien
Im ersten Kapitel der Serie wird dem Leser vom ersten Hauptbegleiter Harlekin einführend erklärt, wer die Abrafaxe sind und dass sie fortan die Spaßmacher der Welt begleiten werden. Nach der Bekanntschaft mit gewitzten Komödianten helfen die Abrafaxe einem dalmatinischen Dorf, sich gegen ein paar in Geldnöten befindliche venezianische Besatzer aufzulehnen. In den Wirrungen gegen die Italiener kommt es zu einem spektakulären marinen Wettrennen, was den Höhepunkt der ersten Storyline darstellt. Ein von den Abrafaxen erdachtes „Mühlenschiff“ gewinnt das Rennen gegen eine türkische Galeere. Im sehr nahe gelegenen osmanischen Grenzgebiet befreien die Abenteurer später eine Gruppe Sklaven aus der Haft.

#### Hefte 13 bis 24: Venedig
Im zweiten Teil versuchen sie vergeblich, in Venedig die Unabhängigkeit des Dorfes zu erreichen, indem sie sich in die Dogenwahl einmischen.
Harlekin, ihr erster Kompagnon, sorgt an der Seite der Abrafaxe parallel für die Weiterentwicklung der italienischen Komödie. Eine Reihe weiterer Figuren aus der Commedia dell’arte (Il Capitano, Scaramuccio, Brighella, Pantalone und andere) wird dabei geschickt in die Handlung verwoben.

### Hefte 25 bis 48 (1/1978 bis 12/1979): Österreich und Ungarn (1704/1705)
An der Seite von Hans Wurst und Ludas Matyi beteiligen sich die Abrafaxe im Hauptteil der Serie am Freiheitskampf der Kuruzen in Ungarn. Dabei wird Califax für lange Zeit von Abrax und Brabax getrennt. Er wird für einen Fürstensohn gehalten und seine Hauptsorge ist es, dass das von ihm geführte Regiment keinerlei Schaden in Ungarn anrichtet. Bis zu ihrer Wiedervereinigung erleben die Abrafaxe Abenteuer in allen Ecken Ostmitteleuropas: Im Salzburgischen, am erzherzoglichen Hof, im Wiener Prater, in der Puszta und schließlich in den Festungen Spielberg (Brünn) in Mähren und Munkacz in Transkarpatien. Die Abrafaxe und Hans Wurst helfen dem Kuruzenführer Ferenc Rákóczi bei der Eroberung der letztgenannten Burg. Mit einer Nacherzählung der Geschichte vom Ludas Matyi klingt das Abenteuer aus.

### Hefte 49 bis 60: (1/1980 bis 12/1980) Im Reich des Sonnenkönigs (Bayern und Frankreich; 1705)

#### Hefte 49 bis 56: Knödelfanny
Hier begeben sich die Abrafaxe über das Herzogtum Kloßberg (lies: Bayern) nach Paris, wo sie die Unterstützung Ludwigs XIV. für die Sache der Kuruzen gewinnen wollen. Das geht zwar schief, doch können sie trotzdem manchem unangenehmen Zeitgenossen (vor allem dem Baron Arminius von Blechreder) ein Schnippchen schlagen. An der Seite der drei Wichte agieren dabei die Knödelköchin Fanny und der Marquis de la Vermotte-Toupet.

#### Hefte 57 bis 60: Pyrenäen
In den letzten Heften der Serie beteiligen sich die Abrafaxe am Kampf eines südfranzösischen Städtchens am Rande der Pyrenäen gegen die Machenschaften eines üblen Steuerpächters. Dabei werden sie von Pierrot und seiner Truppe französischer Komödianten unterstützt. Am Ende müssen sie aber vor der Obrigkeit nach Spanien flüchten.
Ursprüngliche Pläne des Texters Lothar Dräger, ab dem 1980er Jahrgang eine breit angelegte Militärklamotte vor dem Hintergrund des Spanischen Erbfolgekrieges zu erzählen und die Abrafaxe dabei lange Abenteuer in ganz Westeuropa erleben zu lassen, scheiterten am Widerstand des Mosaik-Kollektivs.

### Hefte 61 bis 96 (1/1981 bis 12/1983): Don Ferrando (Spanien, Tunesien, Ägypten, Irak; 1578 und 1278)
Bei ihrem Pyrenäenübergang geraten die Abrafaxe in eine Kristallhöhle, die sich als Zeitschleuse entpuppt und sie in die Zeit Philipps II. versetzt. Kaum in Spanien angekommen, treffen sie auf den Marchese Ferrando Esteban Carotto Ruinez Totales en des Tillas Randales Festos, kurz Don Ferrando, der sich im Laufe der Jahre zu ihrem Erzwidersacher entwickeln soll. Er zeigt sich als intelligenter und raffinierter Gegner.

#### Hefte 61 bis 73: Schatz des Don Alfonso
Im ersten Teil der Serie befreien sie einen Vetter des Dons aus dessen Klauen und finden seinen aus Peru mitgebrachten Schatz. Der Weg führt sie dabei – stets von Don Ferrando gehetzt – von Katalonien übers Mittelmeer ins heutige Algerien. Unterstützung finden sie in dem spanischen Nationalkauz schlechthin, Don Quichote de la Mancha, seinem treuen Diener Sancho Pansa, einer exotischen Inkaprinzessin sowie dem edlen Berberscheich vom Stamme der Habikhjebikh.

#### Hefte 74 bis 84: Fatima
Im folgenden Abenteuer begeben sie sich auf die Suche nach Fatima, einer entführten Hakimstochter. Don Ferrando macht ihnen dabei mehr als einmal das Leben schwer, indem er sich erst zum Räuberhauptmann und zwischenzeitlich gar zum Dei von Tunis aufschwingt. Doch die Abrafaxe können Fatima befreien und den letzten Schlupfwinkel des Dons, eine Pirateninsel, in die Luft sprengen. Ihr Hauptbegleiter in diesem Jahrgang ist der arabische Spaßmacher Dschuha.

#### Hefte 85 bis 96: Jagd nach der Flasche
Zu Beginn des nächsten Kapitels finden die drei Abenteurer eine versiegelte Flasche, die einen Wüstengeist enthält. Unsachgemäße Behandlung des Dschinns führt dazu, dass die Abrafaxe und Don Ferrando dreihundert Jahre in die Vergangenheit (ins Jahr 1278?) versetzt werden. Nun entwickelt sich eine Parforcejagd durch Palästina, Ägypten und Mesopotamien, mal der falschen, mal der richtigen Flasche hinterher. Die Abrafaxe, die wieder einmal für mehrere Hefte getrennt werden, treffen dabei kurz auf einen weiteren traditionellen Spaßmacher, den weisen Hodscha Nasreddin. Am Ende verschwindet der Don mitsamt der Flasche in einem zusammenbrechenden Turm in der mesopotamischen Wüste.

### Hefte 97 bis 144 (1/1984 bis 12/1988): In Indien (Alexander Papatentos; um 1280)
In Abkehr vom bisher verfolgten „Spaßmacher-Konzept“ ist der Hauptbegleiter der Abrafaxe in den nächsten Jahrgängen eine rein fiktive, dafür aber umso kraftvoller gestaltete Figur namens Alexander Papatentos (kurz: Alex). Dieser Nachkomme eines Generals Alexanders des Großen ist ursprünglich im wildesten Kurdistan beheimatet. Er ist ein unerträglicher Aufschneider und Tollpatsch, ein verhinderter Erfinder und Sprücheklopfer, kurz, ein kongenialer Gefährte für die etwas altklugen Abrafaxe.

#### Hefte 97 bis 120: Schild des Poros
Im Hauptteil der Serie begibt sich das Quartett auf die Suche nach einem Diamanten, der ursprünglich im Schild des Königs Poros prangte und Alex von zwei Bettelmönchen geraubt wurde. Dabei gelangen sie nach Indien, wo sie in die Auseinandersetzungen zwischen einem Amazonenreich und dem benachbarten Maharadschanat Rattabumpur geraten. Am Ende geht alles gut aus: Der böse, aber hartnäckige Maharadscha wird besiegt, Alex erbt Rattabumpur und freit die Amazonenkönigin Roxane.

#### Hefte 121 bis 132: Kleiner Wundermann
Im folgenden Abenteuer trennen sich die Abrafaxe vorerst von Alex und reisen von den Hängen des Himalaya bis ins Königreich Orissa am Golf von Bengalen. Califax wird wieder einmal von seinen Freunden separiert und erlebt Soloabenteuer als der „Kleine Wundermann“. Abrax und Brabax verdingen sich zwischenzeitlich als Gehilfen von Vidusaka, einem indischen Gaukler. Der neue Widersacher der drei Kobolde ist der hinterhältige Händler Krishna Ghaunar.

#### Hefte 133 bis 144: Goldene Säule
Der nächste Jahrgang 1987 sieht die Abrafaxe weiterhin im Königreich Orissa, wo sie sich am Kampf gegen die islamischen Eindringlinge beteiligen. Zentrales Motiv ist dabei die Suche nach einer goldenen Säule, auf die auch Krishna Ghaunar ein Auge geworfen hat. Ohne den wieder aufgetauchten Alexander Papatentos wäre wohl alles schiefgegangen, aber so werden die Moslems aus Orissa vertrieben und die goldene Säule in den Staatsschatz reintegriert. Krishna Ghaunar hingegen verliert den Verstand.

### Hefte 145 bis 156 (1/1988 bis 12/1988): Bei den Orang Laut (Malaysia; um 1280)
Im Jahre 1988 folgte das Abenteuer bei den Orang Laut. Die Abrafaxe und Alex befreien eine orissanische Prinzessin, die dem Prinzen von Srivijaya versprochen ist, aus den Händen dieser malaiischen Seeräuber. Eine wesentliche Hilfe ist dabei die einzig funktionierende Erfindung des Griechen, ein Tauchboot. Bei den Orang Laut treffen die Abrafaxe zum letzten Mal auf einen traditionellen Spaßmacher, den leicht verwachsenen, aber liebenswerten indonesischen Kauz Semar.
Das Heft 8/1988 der Orang-Laut-Serie gilt auf vielen Fan-Seiten als der Tiefpunkt in der Geschichte der Abrafaxe. Der Inhalt lässt sich zusammenfassen: Der ohnehin schon in Heft 7/1988 im Kampf von den Abrafaxen besiegte böse Bobo wird erst ins Wasser geschubst und dann vorm Ertrinken bewahrt. Das ist alles, was in dem Heft passiert. Die Szene geht in Heft 9/1988 immer noch weiter.

### Hefte 157 bis 180 (1/1989 bis 12/1990): Im japanischen Mittelalter (Japan I; 1281)

#### Hefte 157 bis 168: Schwerter des Samurai
Im ersten Teil werden die Abrafaxe von Srivijaya nach Japan entführt, wo sie der Küstenbefehlshaber Ruki Suzuki für mongolische Spione hält und von seinen Häschern Ichikama und Ichiyama verfolgen lässt. Parallel dazu helfen die drei Wichte ihrem neuen Freund Onoe dabei, den verweichlichten Hofdichter Yamato wieder auf den Pfad des Samurai zu bringen.

#### Hefte 169 bis 180: Kamikaze
Im folgenden Jahrgang geraten die Abrafaxe mit einem echten mongolischen Erkundungstrupp aneinander, der die japanischen Küstenbefestigungen ausspionieren soll. Dabei werden sie weiterhin von den beiden Ichis gehetzt, haben aber nun in Yamato einen starken Partner. Am Ende muss der zweite mongolische Invasionsversuch in Japan ohne Geheimdienstinformationen stattfinden. Außerdem wird die Flotte im Jahre 1281 durch einen Wirbelsturm (Kamikaze) zerstört.

### Hefte 181 bis 192 (1/1991 bis 12/1991): In China (1281)
Im Anschluss an ihren Japanaufenthalt reisen die Abrafaxe nach China weiter. Dort engagieren sie sich auf der Seite der unterdrückten Chinesen gegen die mongolischen Besatzer. Ihre Freunde dabei sind der Maler Ping Sel und der junge Li, der mit dem lokalen mongolischen Statthalter Matscho um die Liebe der schönen Lu streitet, womit private und politische Auseinandersetzungen eine Einheit bilden. Die Abrafaxe arbeiten erfolgreich mit der Rebellenorganisation „Schwarzer Wind“ zusammen und fügen den Mongolen empfindliche Schlappen zu. Schließlich sorgt Marco Polo, der Gesandte des Großkhans Kublai Khan, wieder für Ordnung und ein Happy End: Li wird neuer Statthalter und darf Lu heiraten, die unerkannt den „Schwarzen Wind“ angeführt hatte. Bei der Hochzeit legen die Abrafaxe zufällig ihre Hände übereinander und verschwinden.
Mit dieser Serie findet ein großer Handlungsbogen sein Ende, der die Abrafaxe von Spanien bis nach Ostasien geleitete.

### Hefte 193 bis 217 (1/1992 bis 1/1994): Im mittelalterlichen Deutschland (Barbarossa; 1175/1176, 919, 1181 und im Mesozoikum)
Ab diesem Jahrgang wurde die durchlaufende Nummerierung der Abrafaxe-Mosaiks (wieder-)eingeführt. Zudem löste man sich vom starren Schema der jeweils zwölf Hefte langen Abenteuer und experimentierte mit kürzeren Geschichten. Auch stilistisch wagt man Neuerungen. Letztmals stellt man die Abrafaxe auf Seite 2 vor. Zukünftig steht dort eine Einführung in die jeweilige Handlungsserie. Auch wechselt die strenge Schrift Helvetica nun zu einer lockeren Comic-Variante. Das Heft wird im Laufe des Handlungsbogens um vier Comicseiten erweitert, auch wächst der Innenteil mit den historischen Erklärungen, den Leserbriefen und der Werbung auf das heute übliche Maß an. Es gibt Versuche mit Aufklebern oder über mehrere Hefte verteilten Postern, die jedoch nicht weitergeführt werden.

#### Hefte 193 bis 207: Buch mit den sieben Siegeln
Die Abrafaxe landen nach einem Zeitsprung im deutschen Hochmittelalter. Im Hauptteil der Serie (Hefte 193 bis 207) erlebt Abrax zunächst Abenteuer mit seinem neuen Freund, dem jungen Grafen Floribert von Wackerstein, der nach dem Willen seiner Mutter ins Kloster gehen soll. In diesem Umfeld werden der Machtanspruch der Kirche und ihre Methoden der Bereicherung kritisch hinterfragt. Brabax erfährt von der Existenz des Buches mit den sieben Siegeln, worin er Aufschluss über ihre Zeitreisefähigkeit zu finden hofft. Doch auch der böse Graf Hetzel ist auf der Jagd nach dem Buch; angeblich soll es nach Italien gebracht worden sein. Auf der Reise dahin treffen Brabax und Califax auch wieder auf ihre Freunde Abrax und Flori, die sich dem Heer Kaiser Barbarossas anschließen wollen. Auf dieser Reise gesellt sich eine Ratte zu Califax, die von nun an ein ständiger Begleiter der Abrafaxe ist. Nach der Schlacht bei Legnano am 29. Mai 1176 und kurzer Gefangenschaft kehren unsere Freunde über die Alpen zurück, da sie erfahren, dass sich das geheimnisvolle Buch doch in einem deutschen Kloster befindet. Hetzel schnappt es ihnen zwar vor der Nase weg, doch können die Abrafaxe ihn aus seiner Ränkeburg vertreiben; dabei wird auch das Buch mit den sieben Siegeln fast völlig zerstört. Die Abrafaxe werden zum Dank von Barbarossa zu den neuen Eigentümern der nun Schleifstein genannten Burg ernannt, jedoch werden sie nicht glücklich mit der Burg. Abrax wird zum Ritter geschlagen.

#### Hefte 208 bis 210: Kurzgeschichten
Auf dieses größere Abenteuer folgen kleinere Episoden, in denen die Abrafaxe unter anderem Bekanntschaft mit Herzog Heinrich dem Löwen machen.

#### Hefte 211 und 212: Wikinger
Ihm und seinen Häschern gerade noch entkommen, springen sie erneut durch Handauflegen in der Zeit und landen im Jahre 919. Sie erleben Abenteuer mit den Wikingern, Erik dem Roten und entdecken Amerika.

#### Hefte 213 und 214: Barbarossa
Per Handschlag reisen sie ins Deutschland des Jahres 1181 zurück. Sie landen in den Kerkern Lübecks, fünf Jahre nach ihrer letzten Flucht aus dem Mittelalter. Es folgen weitere Kurzepisoden in den Heften 213 bis 215 (zum Beispiel schlichten sie den Streit zwischen Kaiser Friedrich Barbarossa und der Hansestadt Lübeck). Hierbei wird recht ausführlich auf die Bedeutung der Städte für das Reich eingegangen. In Heft 214 verhelfen sie einer angeblichen Hexe zur Flucht, werden aber später selber der Hexerei beschuldigt.

#### Hefte 215 bis 217: Saurier
Ein erneuter Hand-Übereinanderlege-Zeitsprung rettet die Abrafaxe vor der Inquisition und versetzt die Abrafaxe, ihren Freund Flori mitsamt Begleiterin Karoline von Kuchenblech sowie den alten Widersacher Hetzel ins Zeitalter der Dinosaurier. Gerade noch können sie Floris Dame den Krallen Hetzels entreißen, schon provoziert dieser einen Vulkanausbruch, bei dem er selbst zu Grunde geht (Hefte 216 und 217). Die Abrafaxe und ihre Freunde fliegen auf einem vom Vulkan ausgeworfenen Felsen durch die Luft und verlieren sich. Flori und Karoline finden einander und machen sich auf den Weg in ihre Heimat. Sie kamen durch die Zeitsprünge 1000 Jahre vor ihrer Geburt dort an und gründen das Adelsgeschlecht derer von Wackerstein. Die Abrafaxe setzen den Zeitsprung fort und landen im antiken Griechenland.

### Hefte 218 bis 233 (2/1994 bis 5/1995): Griechenland (438 v.Chr.)
Im Griechenland des fünften vorchristlichen Jahrhunderts eingetrudelt, erleben die Abrafaxe zunächst – wie zuvor im Mittelalter – kürzere Abenteuer. Erst allmählich schält sich ein roter Faden um die Seherin Sibylla und den Expriester Skrotonos heraus.

#### Hefte 218 bis 221: Der Bau des Parthenon
In der ersten Episode werden die Abrafaxe getrennt: Während Brabax und Califax im Haus von Philemon und Baucis zu Athen gastliche Aufnahme finden und Freundschaft mit Sokrates und seinem jungen Schüler Alkibiades schließen, muss Abrax als Sklave auf der Parthenonbaustelle und in den Silberminen von Laurion schuften. Dabei stößt er auf den fiesen Sklaven Phisimachos. Wieder vereint, helfen die Abrafaxe dem Baumeister Phidias; dieser war vom reichen Kleon der Veruntreuung angeklagt worden, um seinem Förderer Perikles zu schaden.

#### Hefte 222 bis 224: Der Stein der Athene
In der nächsten Geschichte klären die Abrafaxe den Fall eines gestohlenen Diamanten auf, des Steins der Athene. Phisimachos hatte ihn gestohlen und die Abrafaxe verfolgen ihn bis auf die Peloponnes, wo sie kurzzeitig in die Hände der Spartaner fallen. Der „Stein“ selbst wird dabei zerstört.

#### Hefte 225 und 226: Kurze Abenteuer in Athen
Hier helfen die Abrafaxe ihren Gastgebern Philemon und Baucis, sich vom Diebstahlsverdacht reinzuwaschen, und unterstützen einen jungen Dichter bei der Inszenierung seiner ersten Komödie; dabei lernen sie auch den berühmten Sophokles kennen. Wieder sind Alkibiades’ Feind Kleon und dessen Sklave Phisimachos ihre Widersacher.

#### Hefte 227 bis 230: Delphi und Olympia
Die Abrafaxe machen sich zum Orakel von Delphi auf, um Nachrichten über Odyssos zu erhalten, den verschollenen Sohn ihrer Gastgeber Philemon und Baucis. Dorthin ist auch Kleon (und mit ihm Phisimachos) unterwegs, um zu erfahren, wie er die Macht über Griechenland an sich reißen kann. Der junge Odyssos ist schnell gefunden, doch neue Verwicklungen bahnen sich an. Zum einen zeigt der Oberpriester den Abrafaxen einen 1000 Jahre alten schwarzen Obelisken, der ihre Verwicklung in den Untergang des ägyptischen Aton-Kultes schildert. Zum anderen erfahren sie vom Plan des abtrünnigen Delphipriesters Skrotonos, bei den Olympischen Spielen Athener und Spartaner gegeneinander zu hetzen, um dann – als Schiedsrichter – die Herrschaft über Hellas antreten zu können. Während Phisimachos seinen alten Herrn verlässt und sich Skrotonos anschließt, finden die Abrafaxe Hilfe in ihrer neuen Freundin, der ehemaligen Pythia Sibylla. Gemeinsam gelingt es, Skrotonos' Pläne zu durchkreuzen und die drohende Eskalation in Olympia zu verhindern.

#### Hefte 231 bis 233: Kreta
In der letzten Griechenland-Episode entschließt sich Skrotonos, sein Glück im Land der Pharaonen zu suchen. Um von einer Gruppe phönizischer Piraten nach Ägypten übergesetzt zu werden, spielt er ihnen als Belohnung Sibylla in die Hände. Die Abrafaxe folgen getrennt, um ihrer Freundin beizustehen. Bei einem Zwischenstopp auf Kreta kann zwar Sibylla aus der Gewalt der Phönizier (und des Minotauros) befreit werden. Doch da die Piraten stattdessen Califax gefangen nehmen und mit ihm – sowie Skrotonos und Phisimachos – weiter nach Ägypten segeln, bleibt seinen Freunden lediglich, ihnen dahin zu folgen.

### Hefte 234 bis 254 (6/1995 bis 2/1997): In Ägypten (1334 v.Chr.)
In Ägypten werden die Abrafaxe in einer Pyramide um tausend Jahre in die Zeit von Königin Nofretete zurückversetzt, zusammen mit der Ex-Pythia Sibylla, die dort (zum Leidwesen von Brabax) ihren zukünftigen Mann Jadu kennenlernt, einen Aton-Priester. Aber das Land befindet sich kurz vor dem Zusammenbruch: die Priesterschaft ist in Anhänger des Amun- und des Aton-Kultes zerstritten, das Militär murrt und die Königin ist inmitten ihres Hofstaates isoliert. Skrotonos und Phisimachos usurpieren in einer großangelegten Intrige den Thron Nofretetes – ein Umstand, den die Abrafaxe nicht verhindern konnten. Vor allem versuchte sich Abrax nach einem Streit mit Brabax als dilettantischer Militärführer, aber seine Truppen rebellierten und liefen zu Skrotonos über, was diesem dem Weg zum Thron freimachte. Im Unglück rafften sich die Abrafaxe noch einmal zusammen und konnten das Blatt wenden, aber der Atonkult war verloren: Sibylla und Jadu verließen das Land, zusammen mit dem oben erwähnten schwarzen Obelisken – ein kleines Zeitparadoxon.

### Hefte 255 bis 282 (3/1997 bis 6/1999): Jagd nach Eldorado (Kristallschädel; Wido Wexelgelt; Spanien, Südamerika; 1578)
Zurück im Spanien Philipps II. taucht auch Don Ferrando wieder auf. Es geht nach Amerika, wo der Don nach dem Goldland Eldorado sucht. Er kann jedoch keine Mannschaft für die Suche zusammenbringen und „entführt“ deswegen kurzerhand eine Touristengruppe, mit der er in die Neue Welt schippert. Eines seiner Opfer ist Wido Wexelgelt, ein Möchtegern-Kaufmann und Reimeschmied, den die Abrafaxe nun widerwillig vor den Gefahren dieser Reise schützen. Das legendäre Goldland weckt allerdings auch das Interesse der Engländer, die dem Don eine (charakterlich ähnlich geartete) Gegenspielerin auf den Hals hetzten: Doña Ferrentes, die dem Seeräuber Francis Drake das Gold zuspielen soll. Aber Eldorado erweist sich als Trugbild und sämtliche Seeräuber und Soldaten gehen leer aus. Die Gewinner sind versprengte Gruppen des Chimoche-Volkes, die durch den Lauf der Ereignisse wieder zusammengeführt werden.
Nach dem Fehlschlag der Expedition reisen die Abrafaxe mit Francis Drake heim, erleben dessen Kaperabenteuer und auch die erfolglose Suche nach der Nordwestpassage. In England schloss sich dann der Handlungsbogen zu einer früheren Geschichte: Wido Wexelgeld hatte in der Goldstadt von den Chimoche einen Kristallschädel geschenkt bekommen, der sich in England als Zeitschlüssel entpuppte, begehrt u. a. von Francis Bacon und vom Don. Zusammen mit der wieder aufgetauchten versiegelten Flasche (siehe: 1/83 bis 12/83) wurde der Dschinn erneut befreit und die Abrafaxe reisten nun 300 Jahre in die Zukunft.

### Hefte 283 bis 299 (7/1999 bis 11/2000): Im Orient-Express (Europa, Türkei; 1896)
Im viktorianischen London sind die Abrafaxe zunächst arbeitslos und schlagen sich als Kofferträger durchs Leben. Califax schafft Abhilfe und wird Koch im legendären Orient-Express, der sie nach Istanbul bringt. Im Zug ist eine illustre Gesellschaft versammelt, und so lässt ein neues Abenteuer nicht auf sich warten: Diesmal geht es um das Geheimnis eines Professors namens Jakob Loftus, einen Erdöl-Fundort, bei dem seine Frau gefangengehalten wird. Die Gegenspieler sind der gefährliche Ömer Yeralti, ein Agent des Türkensultans Abdülhamid II., und sein Gehilfe Vefasiz, später auch einige andere Agenten. Die Handlung wird episodenhaft erzählt, diesmal nicht ohne einige Seitenhiebe mit politischen Bezug: Auf dem Balkan wird beispielsweise der Zug überfallen – eine Persiflage des Kosovo-Konfliktes – und in Anatolien bauen überhebliche preußische Ingenieure die Bagdadbahn, mit unübersehbarem Gegensatz zu den freundlichen türkischen Arbeitern. Von Istanbul aus geht es weiter in den (heutigen) Irak, wo die Story ihrem Höhepunkt zustrebt: die türkische Armee marschiert auf und alle Beteiligten machen sich aus dem Staub.

### Hefte 300 bis 322 (12/2000 bis 10/2002): In Amerika (USA, 1929)
Im Amerika der Prohibitionszeit geht es erneut erst einmal ums Geldverdienen: Abrax wird leichtfertig ein Mafioso, der analytisch begabte Brabrax wird Detektiv und Califax gründet eine erfolgreiche Schnellimbiss-Firma. Aufgrund der unterschiedlichen Tätigkeit der drei Helden fasert sich die Story diesmal in mehrere Handlungsstränge auf, die sich aber am Ende zu einem Gesamtbild zusammenfügen: die Abrafaxe kommen einem kriminellen Diamantenhändler und seiner Tochter in die Quere und sabotieren unfreiwillig dessen größtes Geschäft: den Verkauf eines riesigen Diamanten auf nicht kartographiertem Land an De Beers. Die Geschichte weist Übereinstimmungen mit F. Scott Fitzgeralds „Ein Diamant – so groß wie das Ritz“ auf. Am Ende der Amerikareihe stehen die Abrafaxe wieder dort, wo sie angefangen haben: Califax verliert sein Geld in der Börsenkrise von 1929, die Alkoholschmugglerbande von Abrax fliegt auf und Brabrax' Rätsel sind alle gelöst: die Abrafaxe sind wieder pleite.

### Hefte 323 bis 343 (11/2002 bis 7/2004): Im Japan der Meiji-Zeit (Japan II; 1872)
Diesmal landen die Abrafaxe in der Meiji-Zeit und werden von dem stellungslosen Samurai Toru und seiner Tochter Toshiko begleitet. Hintergrund der Handlung ist das Ringen zwischen Tradition und Moderne im Japan jener Zeit. Toru reist vorgeblich zu seinem Bruder in den Süden, wo ihm eine Stelle als Gutsverwalter versprochen wurde, eigentlich will er aber am Kampf der (ihrer feudalen Privilegien beraubten) Samurai gegen den Kaiser teilnehmen. Bald tauchen auch zwei Ninjas auf, welche im Auftrag eines Feudalherren ein Herrschaftszeichen der Königin Himiko suchen. Der Spiegel Himikos soll eine der beiden Seiten legitimieren, und natürlich werden die Abrafaxe bei der Suche nicht untätig danebenstehen. Letzten Endes wird Toru ein Produzent von Rechenmaschinen, Toshiko darf heiraten und der Spiegel ist seltsamerweise von Sibylla aus Altägypten: die Abrafaxe wechseln erneut Zeit und Raum.

### Hefte 344 bis 357 (8/2004 bis 9/2005): Auf Weltreise (1894/1895)
Im zaristischen Russland treffen die Abrafaxe eine Gruppe wohlhabender Abenteurer, welche ein Wettrennen um die Welt beginnen. Im Gegensatz zu „In 80 Tagen um die Welt“ von Jules Verne handelt es sich hier aber um mehrere rivalisierende Teams, in deren Charakteren sich manche Eigenarten westlicher Nationen spiegeln: der höchst vornehme Brite, der Selfmade-Millionär aus den USA, der farblose deutsche Militarist, ein zwar grober, aber familiärer und letztlich gemütlicher Russe mit seiner überschlauen Nichte, die chaotischen und ein wenig planlosen Italiener und ein französisches Ehepaar der besonderen Art (er ist verliebt in eine Meisterdiebin). Zwar erreichen die Abrafaxe als letzte den Startpunkt, aber es zeigt sich, dass letzten Endes alle Teams außer den Abrafaxen gemogelt haben. Die Abrafaxe gewinnen, aber das ist nicht wichtig: gewonnen haben von der Weltreise alle etwas.

### Hefte 358 bis 381 (10/2005 bis 9/2007): Im Labyrinth der Zeit (Templer; Frankreich, Italien, Byzanz, Israel; 1119)
Diesmal geht der Zeitsprung anders ab: Die Abrafaxe entdecken ein „Labyrinth der Zeit“, und man kann davon ausgehen, dass dem Leser dieses noch eine Weile wiederbegegnen wird.
Im Paris des frühen 12. Jahrhunderts treffen die Abrafaxe auf Hugo von Payns, der gerade aus dem Heiligen Land zurückgekommen ist. Hugo wird vom geheimnisvollen Andreas von Montbard zum Grafen von Anjou gesandt, um ihm eine Tasche zu bringen, die auch von einer Gruppe schwarzer Reiter heiß begehrt wird. Daraus entspinnt sich eine Jagd nach dem „Schatz“ des Priesterkönig Johannes, welcher sich in Konstantinopel als Fiktion erweist. Montbard hatte die Geschichte erfunden, um die zerstrittene und gesetzlose Christenheit wieder auf dem Weg des Glaubens zu vereinen. Der Reisegruppe schließen sich immer mehr Personen an, zum Schluss sogar ihre drei Gegner. In Jerusalem angekommen, gründen die 13 Reisenden dann den Orden der Tempelritter.

### Hefte 382 bis 405 (10/2007 bis 9/2009): Der Stein der Weisen (Johanna; Deutschland; um 1290)
Nach einem Zeitsprung in das Deutschland des 13. Jahrhunderts begleiten die Abrafaxe eine junge Waise namens Johanna, die spätere Gertrud von Helfta, bei ihrer Suche nach dem Stein der Weisen. Dabei begegnen ihnen Albertus Magnus und Thomas von Aquin.
Aber auch der Graf von Wolfenstein und Graf Fennrich von Rabenhorst verfolgen die Abrafaxe und Johanna quer durch Deutschland. Wolfenstein will Johanna töten, um an ihr Erbe zu kommen, Rabenhorst will sie mit demselben Ziel heiraten. Auf der Suche nach dem Stein der Weisen kommen sie durch bedeutende Städte, wie Magdeburg, Halberstadt und Köln. Nach erfolgloser Suche und in dem Wissen, dass Johanna eine Gräfin ist, kehren sie wieder nach Helfta zurück. Hier endet die Geschichte und die Abrafaxe machen wieder einen Zeitsprung.

### Hefte 406 bis 429 (10/2009 bis 9/2011): Gold und große Geister (Barock; Frankreich, Deutschland, England; um 1700)
Die Abrafaxe werden getrennt und finden wieder zusammen. Brabax reist als Sekretär von Gottfried Wilhelm Leibniz durch Europa, Abrax und Califax als Landstreicher gemeinsam mit ihrem Begleiter Baldo. Sie begegnen Peter dem Großen, Ludwig XIV., Isaac Newton und Robert Hooke.

### Hefte 430 bis 446 (10/2011 bis 2/2013): Die erste Umseglung Australiens (Flinders; 1802/1803)
Die Serie orientiert sich an der tatsächlichen Erstumseglung Australiens durch Matthew Flinders mit der HMS Investigator in den Jahren 1801–1803. Passend dazu wird zu Beginn von Heft 430 das Frühjahr 1802 als Beginn der Handlung genannt. Die in diesem Heft geschilderten Ereignisse haben tatsächlich zu dieser Zeit stattgefunden: Im April 1802 traf die Investigator in der nach dieser Begebenheit Encounter Bay genannten Bucht auf das französische Schiff Le Géographe unter Nicolas Baudin, und im Mai erreichte sie Port Jackson, den Hafen von Sydney. Die wichtigsten historischen Personen an Bord sind neben dem Kapitän Matthew Flinders, der junge Midshipman John Franklin, der Maler Ferdinand Bauer, der Botaniker Robert Brown sowie der Aborigine Bungaree.

### Hefte 447 bis 458 (3/2013 bis 2/2014): Die Jagd nach Sinclairs Schatz (Australien; um 1847)
Die Abrafaxe finden sich nach einem weiteren Zeitsprung in Sydney 44 Jahre, 2 Monate und 27 Tage nach dem Ende der vorherigen Ereignisse wieder, also im November des Jahres 1847. Dort begegnen sie drei Monate später, also im Februar 1848 auf der Suche nach einem Goldschatz dem preußischen Forscher Ludwig Leichhardt, welcher als erster Mensch Australien auf dem Landweg durchquerte. Sie stehen einem verarmten Schafzüchter bei, der von einem gerissenen Geschäftsmann um sein Land gebracht werden soll, um dort Bergbau zu betreiben. Die letzte Rettung würde ein sagenhafter Schatz sein, den die Abrafaxe finden.

### Hefte 459 bis 482 (3/2014 bis 2/2016): Die Abrafaxe erobern das alte Rom (100 n.Chr.)
Die Abrafaxe befinden sich im antiken Römischen Reich zur Kaiserzeit unter der Herrschaft Kaiser Trajans. Sie begleiten zwei germanische Häuptlingskinder nach Rom, die dort eine Ausbildung erhalten sollen. Ein Senator beauftragt einen Sklaven, die Kinder zu ermorden, was jedoch misslingt. Die Abrafaxe schließen sich einem Zirkus an, der auf Dressurnummern setzt und nicht auf Gladiatorenkämpfe und Tierhatzen. Sie erleiden Schiffbruch und Abrax führt in Libyen einen Sklavenaufstand an.

### Hefte 483 bis 506 (3/2016 bis 2/2018): Das Ende des Mittelalters (Reformation; Luther; Deutschland; 1517)
Die Abrafaxe kehren auf deutschen Boden zurück, kurz vor dem Thesenanschlag Martin Luthers, dem Beginn der Reformation. Gemeinsam mit dem 15-jährigen Michael treffen sie dabei in Wittenberg auch den Maler Lucas Cranach und kommen dabei auch nach Worms und auf die Wartburg.

### Hefte 507 bis 531 (3/2018 bis 3/2020): Hanse (Deutschland; etwa 1431)
Die Abrafaxe bleiben in Deutschland. Sie erleben die Blütezeit der Hanse, suchen den Schatz der Likedeeler, 30 Jahre nach der Hinrichtung Störtebekers, und kommen dabei von Auenhain bei Leipzig über Rostock und Gotland bis nach Reval. Dabei werden sie voneinander getrennt und treffen erst zum Hansetag in Stralsund wieder aufeinander.

### Hefte 532 bis 549 (4/2020 bis 9/2021): Ozeanien (Papua-Neuguinea; etwa Ende des 19. Jahrhunderts bzw. Anfang des 20. Jahrhunderts)
Die Abrafaxe kommen mit dem Schoner Heiderose, der Kopra nach Europa bringt, zu den Inseln Mussau und Mioko. Sie lernen einen blinden Passagier, den jungen Pitipak, kennen und beschließen, ihn zurück zu seiner Heimatinsel zu begleiten. Dabei bereisen sie die Inselwelt Ozeaniens und die örtlichen deutschen Kolonien.

### Hefte ab 550 (10/2021–12/2024): Orient-Okzident
Die Serie spielt um das Jahr 801 und beginnt in Bagdad. Die Abfraxe begleiten an der Seite von Isaak aus Aachen die Reise des Elefanten Abul Abbas vom Hof Hārūn ar-Raschīds in Bagdad an den Hof Karls des Großen.

### Hefte ab 589 (1/2025)
Die Jubiläumsserie behandelt einzelne Themen und feiert 50 Jahre Abrafaxe, die mit Heft 600 Ende 2025 erreicht sein werden.

### Sonderausgaben
Das Comic-Heft „Die Abrafaxe im Abgeordnetenhaus“ erklärt unterhaltsam und auf leicht verständliche Weise die Grundregeln der Demokratie, des Parlamentarismus und des Parteien-Systems. Es erschien erstmals im Oktober 2009 zur Jugendmesse YOU2020 in Berlin und hat 36 Seiten. 2015 und 2020 wurde es neu aufgelegt.
Der auch für die reguläre Serie zuständige Verlag Mosaik Steinchen für Steinchen Verlag veröffentlichte im September 2011 in Zusammenarbeit mit dem Museum für Stadtgeschichte Leipzig ein Sonderheft zur Völkerschlacht bei Leipzig 1813.
Im Oktober 2019 wurde in Zusammenarbeit mit dem BMEL ein Sonderheft mit dem Titel „Die Schokoladen-Expedition – Mit den Abrafaxen um die Welt“ herausgegeben. Verlag: MOSAIK Steinchen für Steinchen, Berlin 2019. Das Heft ist vom BMEL kostenlos erhältlich.
Im September 2020 erschien ein Sonderheft „Die Abrafaxe in Sachsen“ in Zusammenarbeit mit der Sächsischen Staatskanzlei.

## Sonstige Abrafaxe-Medien
Die Abrafaxe sind die Helden der von 1998 bis 2002 erschienenen Comiczeitschrift „Die Abrafaxe“ sowie zahlreicher Sonderalben und kleinerer Comicstrips.
Im Jahr 2001 gab es einen Abrafaxe-Kinofilm, Die Abrafaxe – Unter schwarzer Flagge, der allerdings die Erwartungen nicht erfüllen konnte. Dasselbe gilt auch für die bei Karussell erschienenen Hörspiele, die die Qualität der Comic-Vorlage nicht erreichen konnten.
Seit 2001 erscheinen in zweimonatigem Abstand die Hefte der Abrafaxe-Serie in chronologischer Folge auch als Sammelband, wobei jeder Band vier Hefte der Originalserie umfasst. Ergänzt werden diese in einem redaktionellen Teil mit weiterführenden Artikeln, die das historische Umfeld der geschilderten Abenteuer als auch die Hintergründe zur Entstehung der jeweiligen Hefte näher beleuchten.
Seit dem Jahr 2008 existiert eine weitere Heftreihe des Mosaik, in der Anna, Bella und Caramella die Helden sind, die sowohl äußerlich wie auch charakterlich offensichtlich direkt von den Abrafaxen abgeleitet wurden. Vereinzelt treten diese weiblichen Doppelgänger seither auch in den Abrafaxe-Geschichten auf.

## Das Mosaikkollektiv
Folgende Texter, Zeichner, Koloristen usw. wirkten seit 1975 am Abrafaxe-Mosaik mit:
- Künstlerische Leiter: Lothar Dräger (bis 1990), Jörg Reuter (seit 1990)
- Autoren: Lothar Dräger (bis 1990), Walter Hackel (†, 1991 bis 1996), Yousif Al-Chalabi (1999 bis 2000), Hubertus Rufledt (2001 bis 2004), Stefan Zeidenitz (Co-Autor 2002 bis 2004), Jens-Uwe Schubert (1991 bis 1999, 2001 bis 2002, seit 2004)
- Ehemalige Zeichner: Lona Rietschel (bis 1999), Irmtraut Winkler-Wittig (bis 1993), Horst Boche (†, bis 1990), Heidi Jäger (früher Sott, bis 1990), Egon Reitzl (bis 1989), Gisela Zimmermann (†, bis 1978), Jörg Reuter (1982 bis 1984, 1987 bis 1990), Jens-Uwe Schubert (1986 bis 1990), Michael Schröter (1987 bis 1989, 1997 bis 1999), Thorsten Kiecker (1993 bis 1999), Steffen Jähde (1989 bis 2004), Ulf S. Graupner (1993 bis 1999), Conny Geppert (2000 und 2001), Marcus Koch (1996 und 1997), Konstantin Kryssow (1995 bis 1998), Sascha Wüstefeld (1997 bis 2002), Matthias Thieme (2005 bis 2007), Jens Fischer (zeitweise auch Co-Autor, 1995 bis 2013)
- Aktuelle Zeichner: Andreas Pasda (seit 1990), Thomas Schiewer (seit 1998), Andreas Schulze (seit 1998), Niels Bülow (seit 2001), Ulrich Nitzsche (seit 2008), Sally Lin (seit 2009), Clemens Eckert (seit 2014)
- Kolorierung: Jochen Arfert (bis 1995), Ingrid Behm (bis 2003), Ullrich Stephans (†, bis 1991), Brigitte Schendel (früher Lehmann, bis 1995), Sieglinde Zahl (früher Borkner, bis 1990), Maja Berg (1987 bis 1994), Erik Grünberg (1997 bis 2000), André Kurzawe (seit 1995)
- Layout: Christian Goguet